# Ebollizione nucleata
In termodinamica dei fluidi, l'ebollizione nucleata è un tipo di ebollizione che si verifica quando la temperatura di una superficie è superiore alla temperatura del fluido saturo di una certa quantità, ma il flusso di calore è inferiore al flusso di calore critico. Per l'acqua, l'ebollizione nucleata si verifica quando la temperatura della superficie è superiore alla temperatura di saturazione (TS) di una quantità compresa tra 10 e 30 °C. Il flusso di calore critico è il picco sulla curva tra l'ebollizione nucleata e l'ebollizione di transizione. Il trasferimento di calore dalla superficie al liquido è maggiore rispetto all'ebollizione a film.
L'ebollizione nucleata è un fenomeno comune nei bollitori elettrici ed è responsabile del rumore che si produce prima dell'ebollizione. Si verifica anche nelle caldaie ad acqua, dove l'acqua viene riscaldata rapidamente.

## Meccanismo

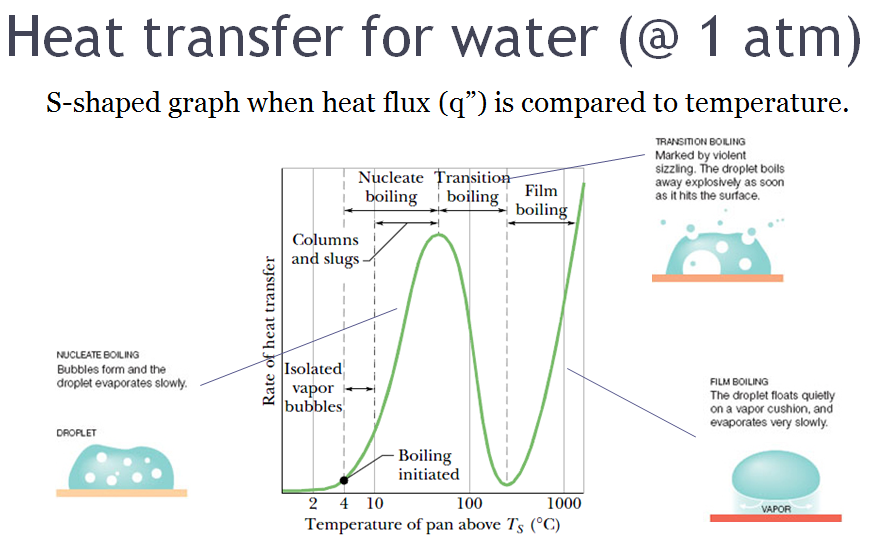
Comportamento dell'acqua su una piastra calda. Il grafico mostra il trasferimento di calore (flusso) in funzione della temperatura (in gradi Celsius) sopra T_{S}, la temperatura di ebollizione dell'acqua, 100 °C.

Nell'intervallo di ebollizione nucleata si possono distinguere due regimi diversi. Quando la differenza di temperatura è compresa tra circa 4 e 10 °C al di sopra della temperatura TS, bolle isolate si formano nei siti di nucleazione che si separano dalla superficie. Questa separazione induce una notevole miscelazione dei fluidi in prossimità della superficie, aumentando sostanzialmente il coefficiente di scambio termico convettivo e il flusso di calore. In questo regime, la maggior parte del trasferimento di calore avviene tramite trasferimento diretto dalla superficie al liquido in movimento sulla superficie stessa e non attraverso le bolle di vapore che salgono dalla superficie.
Tra 10 e 30 °C al di sopra di TS, si può osservare un secondo regime di flusso. Man mano che più siti di nucleazione diventano attivi, aumenta la formazione di bolle che interferiscono e coalescono. In questo regime il vapore fuoriesce sotto forma di getti o colonne che successivamente si fondono formando tappi di vapore.
L'interferenza tra le bolle dense inibisce il movimento del liquido vicino alla superficie. Ciò si osserva sul grafico come un cambiamento nella direzione del gradiente della curva o come un'inflessione nella curva di ebollizione. Dopo questo punto, il coefficiente di scambio termico inizia a ridursi man mano che la temperatura superficiale aumenta ulteriormente, sebbene il prodotto del coefficiente di scambio termico per la differenza di temperatura (flusso di calore) continui ad aumentare.
Quando l'aumento relativo della differenza di temperatura è bilanciato dalla riduzione relativa del coefficiente di scambio termico, si ottiene un flusso termico massimo, come osservato dal picco nel grafico. Questo è il flusso di calore critico. A questo punto si forma una notevole quantità di vapore, rendendo difficile al liquido bagnare continuamente la superficie per ricevere calore da essa. Ciò provoca una riduzione del flusso di calore dopo questo punto. Agli estremi si osserva l'ebollizione a film comunemente nota come effetto Leidenfrost.

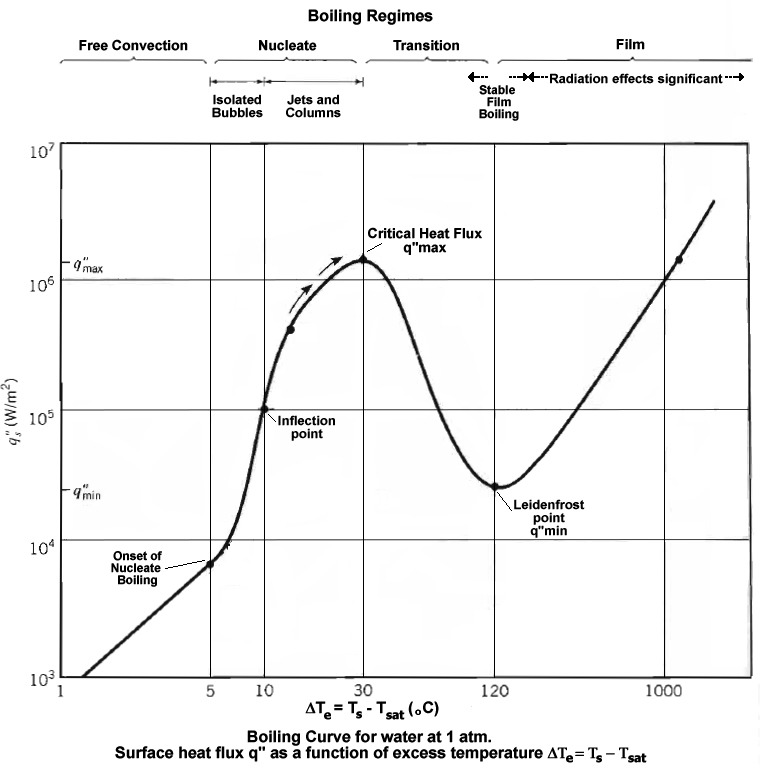
Curva di ebollizione dell'acqua a 1 atm

L'ebollizione nucleata aiuta ad asportare in modo rapido ed efficiente il calore dalla superficie di trasferimento del calore ed è quindi talvolta auspicabile, ad esempio nelle centrali nucleari, dove il liquido viene utilizzato come refrigerante.
Gli effetti dell'ebollizione nucleare si verificano in due punti:
- l'interfaccia liquido-parete
- l'interfaccia bolla-liquido

## Correlazioni del trasferimento di calore di ebollizione
Il regime di ebollizione nucleata è importante per gli ingegneri a causa degli elevati flussi di calore possibili con moderate differenze di temperatura. I dati possono essere correlati da un'equazione della forma
{\displaystyle \mathrm {Nu} _{b}=C_{fc}(\mathrm {Re} _{b},\mathrm {Pr} _{L})}
Dove Nu è il numero di Nusselt, definito come:
{\displaystyle \mathrm {Nu} _{b}={\frac {(q/A)D_{b}}{(T_{s}-T_{\mathrm {sat} })k_{L}}}}
Dove:
- q/A è il flusso di calore totale,
- Db è il massimo diametro della bolla nel lasciare la superficie,
- Ts – Tsat è la differenza di temperatura,
- kL è la conducibilità termica del liquido,
- PrL è il numero di Prandtl liquido,
- Reb è il numero di Reynolds della bolla, {\displaystyle \mathrm {Re} _{b}={\tfrac {D_{b}G_{b}}{\mu _{L}}},} dove:
  - Gb è la velocità media con cui il vapore abbandona la superficie
  - μL è la viscosità del liquido.

Rohsenow ha sviluppato la prima e più ampiamente utilizzata correlazione per l'ebollizione nucleata,
{\displaystyle {\frac {q}{A}}=\mu _{L}h_{fg}\left[{\frac {g(\rho _{L}-\rho _{v})}{\sigma }}\right]^{\frac {1}{2}}\left[{\frac {c_{pL}\left(T_{s}-T_{\mathrm {sat} }\right)}{C_{sf}h_{fg}\mathrm {Pr} _{L}^{n}}}\right]^{3}}
Dove:
- cpL è il calore specifico del liquido,
- Csf  è un coefficiente che tiene conto della combinazione fluido-superficie e varia per varie combinazioni di fluido e superficie,
- σ è la tensione superficiale dell'interfaccia liquido-vapore.

La variabile n dipende dalla combinazione fluido-superficiale e in genere ha un valore pari a 1,0 o 1,7. Ad esempio, l'acqua e il nichel hanno un Csf pari a 0,006 e n pari a 1,0.
| Combinazioni di fluidi-superfici                    | {\displaystyle C_{sf}} |
| --------------------------------------------------- | ---------------------- |
| Acqua/rame                                          | 0,013                  |
| Acqua/nichel                                        | 0,006                  |
| Acqua/platino                                       | 0,013                  |
| Acqua/ottone                                        | 0,006                  |
| Acqua/acciaio inossidabile, lucidato meccanicamente | 0,0132                 |
| Acqua/acciaio inossidabile, inciso chimicamente     | 0,0133                 |
| Acqua/acciaio inossidabile, rettificato e lucidato  | 0,0080                 |
| CCl4/rame                                           | 0,013                  |
| Benzene/cromo                                       | 0,0101                 |
| n-Pentano/cromo                                     | 0,015                  |
| Alcool etilico/cromo                                | 0,0027                 |
| Alcool isopropilico/rame                            | 0,0025                 |
| Alcool n-butilico/rame                              | 0,003                  |

## Flusso termico critico
Se il flusso di calore di un sistema in ebollizione è superiore al flusso di calore critico del sistema, il fluido potrebbe bollire in massa o, in alcuni casi, potrebbero bollire regioni del fluido nel caso in cui il fluido viaggi in piccoli condotti. Si formano così delle bolle di grandi dimensioni che a volte bloccano il passaggio del fluido. Ciò determina una dipartita dall'ebollizione nucleata (departure from nucleate boiling, DNB), in cui le bolle di vapore non si staccano più dalla superficie solida e il flusso di calore diminuisce drasticamente. Il vapore sostanzialmente isola la massa del liquido dalla superficie calda.
Durante la DNB, la temperatura superficiale deve quindi aumentare notevolmente al di sopra della temperatura del fluido per mantenere un elevato flusso di calore. Evitare il  flusso di calore critico è un problema ingegneristico nelle applicazioni di trasferimento di calore, come nei reattori nucleari, dove le piastre del combustibile non devono surriscaldarsi. Nella pratica, il DNB può essere evitato aumentando la pressione del fluido, aumentandone la portata o utilizzando un fluido  a temperatura più bassa o che presenti un CHF più elevato. Tuttavia, se la temperatura del fluido di massa è troppo bassa o la pressione del fluido è troppo alta, l'ebollizione nucleata non è possibile.
Per l'ebollizione dell'acqua come mostrato nel grafico, l'ebollizione di transizione si verifica quando la differenza di temperatura tra la superficie e l'acqua bollente è di circa 30-130 °C sopra la TS.